# 王惟
王惟，清朝政治人物。
道光十九年八月初七，由云南按察使升任廣西布政使。道光二十年十二月十三（1841年1月5日），调任太仆寺卿。